# Bathygobius fuscus
Bathygobius fuscus és una espècie de peix de la família dels gòbids i de l'ordre dels perciformes.

## Morfologia
Els mascles poden assolir els 12 cm de longitud total.

## Distribució geogràfica
Es troba des del Mar Roig fins a Bazaruto (Moçambic), les Illes de la Línia, les Tuamotu i les àrees meridionals de Corea del Sud, del Japó i de la Gran Barrera de Corall.